# Monte Gordo (Cap Verd)
Monte Gordo és un muntanya a la part central de l'illa de São Nicolau a Cap Verd. La seva elevació és de 1.312 m. És el punt més alt de l'illa. Està situat a la part occidental de l'illa, a 6 km a l'oest de la capital de l'illa Ribeira Brava. La muntanya és d'origen volcànic. Els lloms de la muntanya marquen els límits entre els municipis de Tarrafal de São Nicolau i Ribeira Brava. És part d'un parc natural de 952 hectàrees, que ha estat creat per protegir l'ecosistema típic de muntanya humida. Es va establir el 24 de febrer de 2003 i té la categoria V de l'UICN. Entre les espècies de plantes que es troben als vessants de la muntanya hi ha Euphorbia tuckeyana i l'amenaçada nauplis smithii.